# Asparagus lycaonicus
Asparagus lycaonicus är en sparrisväxtart som beskrevs av Peter Hadland Davis. Asparagus lycaonicus ingår i släktet sparrisar, och familjen sparrisväxter. Inga underarter finns listade i Catalogue of Life.